# Adolf Buchenberger
Adolf Buchenberger (* 18. Mai 1848 in Mosbach; † 20. Februar 1904 in Karlsruhe) war ein deutscher Nationalökonom und Staatsmann in Baden.

## Leben
Buchenberger besuchte bis 1866 das Lyzeum in Wertheim und studierte anschließend Kameralwissenschaften an der Albert-Ludwigs-Universität Freiburg, der Ludwig-Maximilians-Universität und der Ruprecht-Karls-Universität Heidelberg. Er wurde Mitglied des Corps Rhenania Freiburg (1867) und des Corps Franconia München (1868). Nach den Examen trat er in den Staatsdienst des Großherzogtums Baden. Er war Mitarbeiter des Handelsministeriums (1878) und des Innenministeriums (1881). 1893 wurde er zum Finanzminister und badischen Bevollmächtigten beim Bundesrat (Deutsches Reich) ernannt. Über längere Zeit saß er im Badischen und im Deutschen Landwirtschaftsrat, in dessen Archiv er 1891 und 1893 Referate über die Heimstättenfrage erstellte. 1883 leitete er die große Agrarenquête, die für ähnliche Erhebungen im Königreich Bayern, Königreich Württemberg, im Großherzogtum Hessen und im Reichsland Elsaß-Lothringen als Vorbild diente. Er verfasste vier Bände des Enquêtewerks.

## Ehrungen
- Großkreuz des württembergischen Friedrichsordens (1894)
- Ehrendoktor der philosophischen Fakultät der Universität Freiburg (1894)
- Ehrendoktor der juristischen Fakultät der Universität Heidelberg (1897)
- Großkreuz des Ordens vom Zähringer Löwen (1897)
- Goldene Kette zum Großkreuz des Ordens vom Zähringer Löwen (1902)

## Werke
- Zur Heimstättefrage, Berlin 1893 im Internet Archive
- Die Belastung der landwirthschafttreibenden Bevölkerung durch die Einkommensteuer und die Verschuldung der Landwirthschaft im Großherzogtum Baden, 1896 im Internet Archive
- Das Verwaltungsrecht der Landwirtschaft und die Pflege der Landwirtschaft in Bayern. Tauberbischofsheim 1886, Ergänzungsband 1891
- Fischereirecht und Fischereipflege im Großherzogtum Baden. Tauberbischofsheim 1888, 2. Auflage 1903
- Agrarwesen und Agrarpolitik, 2 Bände. (=Lehr- und Handbuch der politischen Oekonomie, 3. Hauptabt.: Practische Volkswirthschaftslehre, 2. Theil, 1.+ 2. Bd.). Winter, Leipzig, 1. Bd. 1892 Digitalisat, 2. Bd. 1893. Digitalisat
- Grundzüge der deutschen Agrarpolitik, 2. Auflage. Berlin 1899 Digitalisat der 1. Auflage von 1897
- Finanzpolitik und Staatshaushalt im Großherzogtum Baden in den Jahren 1850–1900. Heidelberg 1902 PDF
- Die Steuerreform im Grossherzogtum Baden. in: Finanzarchiv (1901); S. 1–45 Digitalisat